# سفارة شمال مقدونيا في فرنسا
سفارة شمال مقدونيا في فرنسا هي أرفع تمثيل دبلوماسي لدولة شمال مقدونيا لدى فرنسا. تقع السفارة في باريس وهي تهدف لتعزيز المصالح الشمال مقدونية في فرنسا.

## وصلات خارجية
- الموقع الرسمي
- قائمة سفارات شمال مقدونيا
- قائمة السفارات في فرنسا